# Жизнен минимум
Жизнен минимум e минималното равнище на доход, което се счита за необходимо за обезпечаването на определено жизнено равнище в определена страна . На практика, равнището на жизнения минимум в развитите страни поначало е по-високо, отколкото в развиващите се страни .
Аналогичен термин е праг на бедност.
Един от подходите използвани за измерване е по отношение на основните нужди.

## В България
В България процентът на населението под прага на бедността към 2008 е 14%, а към 2012 – 27% .